# Iru Khetxanoví
Irina "Iru" Khetxanoví (Georgià: ირინა "ირუ" ხეჩანოვი; Tbilisi, 3 de desembre del 2000) és una cantant georgiana.
Coneguda com a professional 20ly ɔvi 03 de desembre; caps), és una cantant i compositora georgiana. Com a membre del grup de noies Candy, va guanyar el Festival de la Cançó d'Eurovisió Júnior 2011 amb la cançó "Candy Music". El 2023, va guanyar la cinquena temporada de The Voice Georgia, guanyant per tant el dret de representar Geòrgia al Festival de la Cançó d'Eurovisió 2023., que se celebrarà a Liverpool, Regne Unit.

## Biografia
Khetxanoví va començar a tocar música a sis anys. El 2011 va participar amb el grup de música Candy en la preselecció georgiana per al Festival de la Cançó d'Eurovisió Júnior. El grup va guanyar la final amb la cançó «Candy Music», que li va permetre representar Geòrgia en el Festival de la Cançó d'Eurovisió Júnior 2011 a la capital armènia d'Erevan. Geòrgia va guanyar el festival.
El 2019, Khetxanoví va participar en la versió georgiana d'Idol, que també va servir com a preselecció per al Festival d'Eurovisió. Dos anys més tard va publicar el seu primer senzill. A finals del 2022, va participar en la versió georgiana de The Voice. Aquest concurs de talent també va servir de preselecció per al Festival de la Cançó d'Eurovisió. Khetxanoví va guanyar, cosa que li va permetre representar la seva terra natal en el Festival de la Cançó d'Eurovisió 2023, que se celebrarà a la ciutat britànica de Liverpool. El 16 de març va publicar la seva cançó «Echo».
| Actuacions i resultats de The Voice Georgia | Actuacions i resultats de The Voice Georgia  | Actuacions i resultats de The Voice Georgia | Actuacions i resultats de The Voice Georgia |
| Ronda                                       | Cançó                                        | Artista original                            | Resultat                                    |
| ------------------------------------------- | -------------------------------------------- | ------------------------------------------- | ------------------------------------------- |
| Audicions a cegues                          | "Mai prou"                                   | Loren Allred                                | Es va unir a l'equip Dato Porchkhidze       |
| Les Batalles                                | "Deixa la porta oberta"                      | Silk Sonic                                  | Avançat                                     |
| Quarts de final                             | "Smells Like Teen Spirit"/ "La volta al món" | Nirvana / Daft Punk                         | Avançat                                     |
| Semifinal                                   | "Aixeca't com un Fènix"                      | Conchita Wurst                              | Avançat                                     |
| Final                                       | "Eufòria"                                    | Loreen                                      | Guanyador                                   |